# Stabat Mater (Szymanowski)
Stabat Mater – kantata autorstwa Karola Szymanowskiego z 1926 roku.

## Historia
Kantata „Stabat Mater” Karola Szymanowskiego, skomponowana w latach 1925–1926, jest jednym z najważniejszych jego dzieł. Odzwierciedla późny okres twórczości, w którym kompozytor coraz bardziej interesował się polską muzyką ludową, szczególnie z regionu Podhala. Bronisław Krystall zamówił u Szymanowskiego requiem na cześć zmarłej żony, skrzypaczki Izabelli Krystallowej. Kompozytor nie dostosował się do życzenia, wybierając formę kantaty-oratorium, o co przedsiębiorca miał do niego pretensje. Dodatkowym bodźcem do napisania utworu o smutnej wymowie była tragiczna śmierć siostrzenicy Alusi Bartoszewiczówny. Dziewczyna zginęła w jednym z klasztorów we Lwowie 23 stycznia 1925 roku, ugodzona w głowę spadającą figurą. Szymanowski pisał szkice do utworu wiosną 1925 roku. Partytura powstawała od 20 stycznia do 2 marca 1926 roku.
Utwór opiera się na polskim tłumaczeniu średniowiecznej sekwencji Stabat Mater autorstwa Józefa Jankowskiego, co było nowatorskim wyborem, nadającym hymnowi „wyrazu bezpośredniości”, jak sam kompozytor zauważył w wywiadzie dla miesięcznika „Muzyka” w 1926 roku. Polskie tłumaczenie, ludowe i pozbawione patosu, pełne religijnej żarliwości, doskonale współgrało z zamysłem twórczym Szymanowskiego, odróżniając się od archaicznego oryginału łacińskiego. 
Premiera kantaty miała miejsce 11 stycznia 1929 roku w Filharmonii Warszawskiej, pod dyrekcją Grzegorza Fitelberga, z solistami Stanisławą Korwin-Szymanowską, Haliną Leską i Eugeniuszem Mossakowskim, podczas gdy kompozytor, chory, przebywał w sanatorium w Edlach w Austrii i słuchał wykonania przez radio, wyrażając „wielkie wzruszenie”. Nieobecność Szymanowskiego na premierze dodaje osobistego wymiaru dziełu, a jego reakcja podkreśla jego emocjonalne zaangażowanie. Amerykańska premiera odbyła się w 1931 roku w Nowym Jorku, co było ważnym krokiem w wprowadzeniu utworu na arenę międzynarodową. Od tego czasu „Stabat Mater” była szeroko wykonywana i nagrywana, w znakomitych interpretacjach, takich jak te pod batutą Simona Rattle’a czy Antoniego Wita, co przyczyniło się do jej uznania w globalnym repertuarze muzyki klasycznej.
W muzyce polskiej „Stabat Mater” odegrała kluczową rolę, ugruntowując pozycję Szymanowskiego jako jednego z najważniejszych kompozytorów, często uznawanego za największego po Chopinie, dzięki integracji elementów ludowych, takich jak tryb podhalański, z głęboko religijnymi tematami. Dzieło to, będące pierwszym opartym na tekście liturgicznym, stało się inspiracją dla kolejnych pokoleń polskich kompozytorów, odzwierciedlając narodową tożsamość i uniwersalne uczucia religijne. Na arenie międzynarodowej, jego uznanie jako arcydzieła oratoryjnego, z wykonaniami w prestiżowych salach koncertowych, takich jak Carnegie Hall, i nagraniami przez prominentne orkiestry, przyczyniło się do rosnącego zainteresowania muzyką Szymanowskiego poza Polską.

## Charakterystyka
Muzycznie, "Stabat Mater" jest napisana na sopran, alt, baryton, chór mieszany i orkiestrę, obejmującą m.in. 2 flety, 2 oboje, 2 klarnety, 2 fagoty, 4 rogi, 2 trąbki, kotły, harfę, organy (ad libitum) oraz smyczki, i składa się z sześciu ruchów, co podkreśla jego dużą skalę. Każdy ruch opiera się na fragmentach polskiego tłumaczenia średniowiecznej pieśni, zróżnicowanych pod względem środków wyrazu, od części orkiestrowych po a cappella, jak w czwartym ruchu. Utwór wyróżnia się połączeniem prostoty i głębi emocjonalnej, osiąganej przez selektywne środki, takie jak melodia, harmonia, faktura i rytm. Wpływy muzyki renesansowej, zwłaszcza polskiej, są widoczne w użyciu archaicznych elementów, takich jak tercje i kwinty otwarte, zmieszane z nowoczesnymi technikami, jak równoległe ruchy między głosami i rytmy ostinatowe. Charakteryzuje się oszczędnością środków, z ascetycznym, ale ciepłym i tkliwym wyrazem, kontrastującym z dramatycznymi, czasem barbarzyńskimi momentami, co odzwierciedla jego hybrydowy charakter kantatowo-oratoryjny.

## Części
1. Stała Matka bolejąca (Stabat mater dolorosa, wersy 1–4) na sopran, chór i orkiestrę
2. I któż widział tak cierpiącą (Quis est homo qui non fleret, wersy 5–8) na baryton, chór i orkiestrę
3. O, Matko źródło wszechmiłości (O eia mater fons amoris, wersy 9–12) na sopran, alt, chór i orkiestrę
4. Spraw niech płaczę z Tobą razem (Fac me tecum pie flere, wersy 13–14) na sopran, alt i chór a cappella
5. Panno słodka racz mozołem (Virgo virginum praeclara, wersy 15–18) na baryton, chór i orkiestrę
6. Chrystus niech mi będzie grodem (Christe cum sit hinc exire, wersy 19–20) na sopran, alt, baryton, chór i orkiestrę